# Godzilla's Revenge
Pour les articles homonymes, voir Godzilla.
Série Showa
Les envahisseurs attaquent
(1968) Godzilla vs Hedora
(1971)
Pour plus de détails, voir Fiche technique et Distribution.
Godzilla's Revenge est un film japonais du réalisateur Ishirō Honda sorti en 1969.

## Synopsis
Ichiro, un jeune Japonais solitaire, dont ses parents travaillent beaucoup, est d'habitude seul à la maison avec son ami, un inventeur local, qui lui sert de baby-sitter. Dans ses rêves, il visite l'archipel Ogasawara, où il joue et explore l'île avec Minilla, qui est attaqué par le monstre Gabara. Cependant, quand il n'est pas endormi, Ichiro se promène dans une usine abandonnée dans laquelle il rencontre deux braqueurs de banque qui le capturent. En utilisant les leçons que Minilla et Godzilla lui ont apprises, Ichiro échappe aux voleurs et aide la police à les capturer, il obtient ensuite la victoire sur ses assaillants, leur montrant qu'il ne prendra plus leurs coups désormais.

## Fiche technique
- Titre : Godzilla's Revenge
- Titre original : ゴジラ • ミニラ • ガバラ オール 怪獣大進撃 (Gojira-Minira-Gabara: Oru kaijū daishingeki)
- Autre titre anglais : All Monsters Attack
- Réalisation : Ishirō Honda
- Scénario : Shinichi Sekizawa
- Musique : Kunio Miyauchi
- Photographie : Sokei Tomioka
- Pays d'origine : Japon
- Format : Couleur
- Producteur : Tomoyuki Tanaka
- Distribution : Tōhō
  - États-Unis UPA/Maron Films
- Langue : japonais, anglais
- Genre : Science-fiction, action, kaijū eiga
- Durée : 70 minutes
- Date de sortie :
  - Japon : 20 décembre 1969

## Distribution
- Tomonori Yazaki : Ichirō Miki
- Hideyo Amamoto : Shinpei Inami
- Sachio Sakai : le voleur de banque Senbayashi
- Kazuo Suzuki : le voleur de banque Okuda
- Kenji Sahara : Kenkichi « Tack » Miki, le père d'Ichirō
- Machiko Naka : la mère d'Ichirō
- Shigeki Ishida : le propriétaire
- Midori Uchiyama : Minilla (voix)

## Informations complémentaires
- Ce film est totalement inédit en France.